# Mausoleu de Bibi Ka Maqbara
El mausoleu de Bibi Ka Maqbara (en urdú: بیبی كا مقبرہ, "bibi kā maqbara", és a dir, 'tomba de la dona (o dama)') és un mausoleu (maqbara) de finals del segle XVII, construït per un dels fills d'Aurangzeb, Azam, en homenatge a sa mare, Rabî'a-ud-Daurani, que es va morir el 1657. Es troba a Aurangabad, a l'estat de Maharashtra (Índia).Sovint s'anomena "Dècan Taj", per la seua semblança amb el Taj Mahal.

## Descripció
El mausoleu és al bell mig d'un vast jardí tancat, de 458 metres de llarg (de nord a sud) i 278 metres d'amplada. Aquest jardí té un disseny típicament mogol: quatre corredors principals divideixen l'espai en quatre parts, amb el monument al centre, tot decorat amb piscines, fonts i dolls d'aigua. Els números vuit i nou, que es consideraven de bon auguri, es troben en alguns llocs, com ara l'octògon que dona forma als minarets i a les piscines.
En la planta i estructura general, el mausoleu recorda el Taj Mahal d'Agra. La diferència més gran entre aquest i el Bibi ka Maqbara són els materials. Si per al primer només s'ha utilitzat marbre, el segon és principalment de guix. Açò no és pas un simple detall sinó més aviat un signe de la decadència que experimentà l'imperi amb els successors d'Aurangzeb. Dins l'edifici, hi ha el sepulcre, situat sota la cúpula, per sota del nivell d'entrada, en una cavitat octogonal. El sepulcre està envoltat per una tanca de marbre calada, també octogonal. Així se'n pot veure des de la planta baixa de l'edifici.
La perfecta simetria del conjunt es va veure interrompuda al tombant dels segles XVIII i XIX per la construcció d'una mesquita a la part occidental, obra del nizam d'Hyderabad. Construïda en basalt i guix, està delimitada en la façana principal per una arcada, i té capacitat per a unes 380 persones. Els motius de la construcció d'una mesquita en aquest lloc no són gens clars, perquè ja n'hi havia una, al mateix costat del recinte.

## Datació i patrocinador
Una placa a l'entrada del monument indica que Bibi ka Maqbara es va construir entre el 1651 i el 1661 per Azam Shah, un dels fills d'Aurangzeb. Açò ha creat controvèrsia entre els investigadors.
Dirlas Banu Begum, que fou la primera esposa d'Aurangzeb, va morir el 1657 a causa del part del seu cinquè fill. Per tant, és poc probable que la construcció del monument començàs l'any 1651. És més probable que el monument fos construït entre el 1657 i el 1661. La investigadora Laura Parodi no qüestiona pas la datació del final del treball.
El va encomanar sens dubte Aurangzeb. D'altra banda, Xa Jahan, el seu pare, es posà molt malalt, i Aurangzeb va haver de marxar en aquell moment cap a Delhi per tal de fer valer el seu desig de succeir-lo (al 1657 va començar la guerra de successió entre Aurangzeb i els seus germans). És per això que sovint es diu que el seu fill en supervisava l'obra. En tot cas, si mantenim la data del 1651 o acceptem la del 1657 per a l'inici de la construcció, és impossible que Azam Shah en fos el patrocinador.

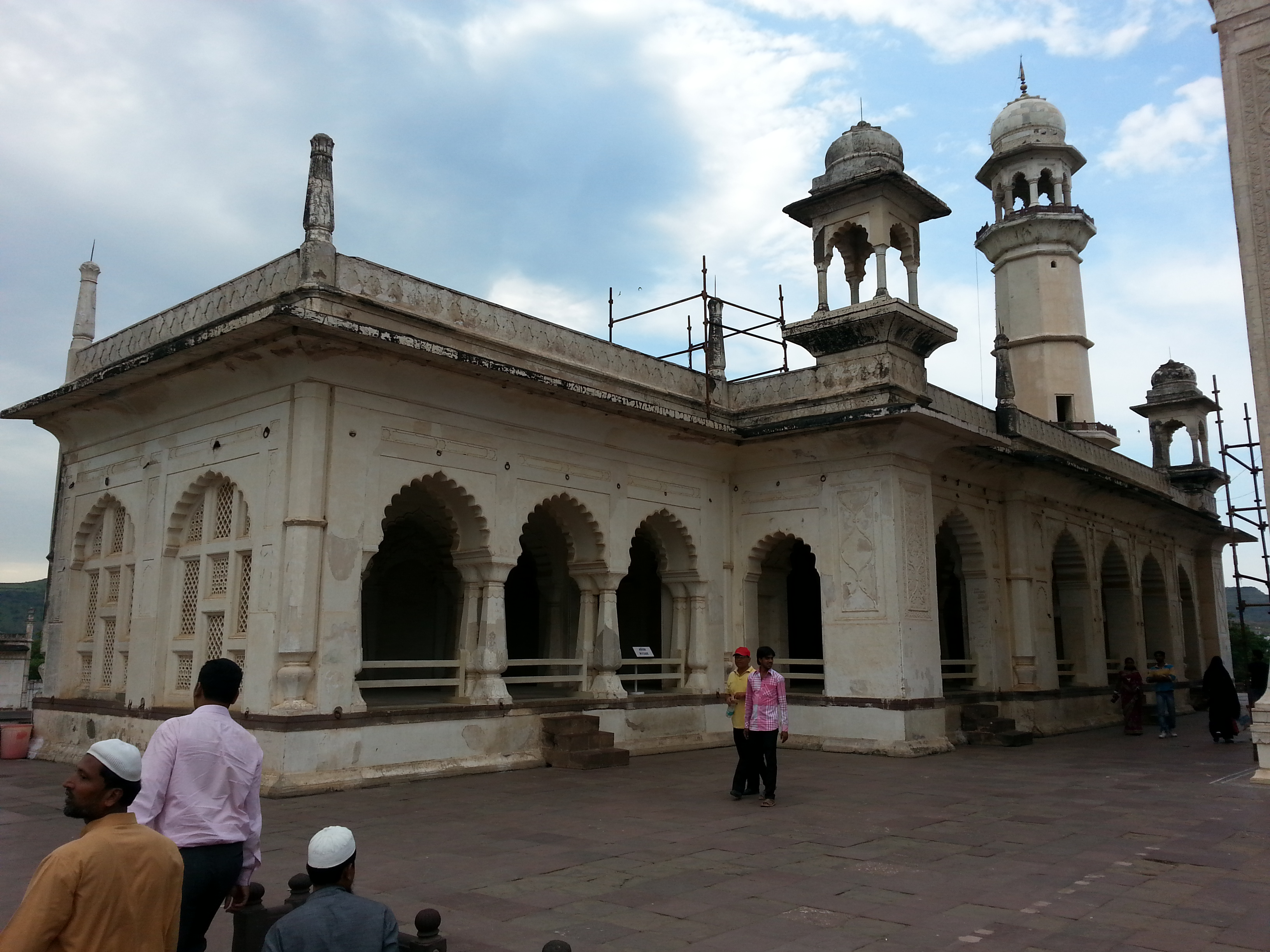
Vista exterior de la mesquita afegida al conjunt de Bibi Ka Maqbara

Com que Aurangzeb no era pas massa estimat a l'Índia, pot haver-hi hagut la voluntat d'eliminar el seu nom del monument més emblemàtic de la ciutat.